# Thecla munditia
Thecla munditia är en fjärilsart som beskrevs av Druce 1907. Thecla munditia ingår i släktet Thecla och familjen juvelvingar. Inga underarter finns listade i Catalogue of Life.